# Campouriez
Campouriez är en kommun i departementet Aveyron i regionen Occitanien i södra Frankrike. Kommunen ligger  i kantonen Saint-Amans-des-Cots som ligger i arrondissementet Rodez. År 2022 hade Campouriez 330 invånare.

## Befolkningsutveckling
Antalet invånare i kommunen Campouriez
Referens: INSEE